# Classe ATC V08
La classe ATC V08, dénommée « Produits de contraste », est un sous-groupe thérapeutique de la classification anatomique, thérapeutique et chimique, développée par l'OMS pour classer les médicaments et autres produits médicaux. La classe ATC vétérinaire correspondante dans la classification ATCvet est QV08. Le sous-groupe présenté ici est celui établi par l'OMS, et peut donc différer des versions dérivées utilisées dans certains pays. Il fait partie du groupe anatomique V de la classification, intitulé « Divers ».

## V08A Produits de contraste iodés

### V08AA Produits de contraste de haute osmolarité, hydrosolubles
V08AA01 Acide diatrizoïque
V08AA02 Acide métrizoïque
V08AA03 Iodamide
V08AA04 Acide iotalamique
V08AA05 Acide ioxitalamique
V08AA06 Acide ioglicique
V08AA07 Acide acétrizoïque
V08AA08 Acide iocarmique
V08AA09 Méthiodal
V08AA10 Diodone

### V08AB Produits de contraste de basse osmolarité, hydrosolubles, à tropisme rénal
V08AB01 Métrizamide (en)
V08AB02 Iohexol
V08AB03 Acide ioxaglique
V08AB04 Iopamidol (en)
V08AB05 Iopromide (en)
V08AB06 Iotrolan (en)
V08AB07 Ioversol (en)
V08AB08 Iopentol (en)
V08AB09 Iodixanol (en)
V08AB10 Ioméprol (en)
V08AB11 Iobitridol (en)
V08AB12 Ioxilan (en)

### V08AC Produits de contraste hydrosolubles, à tropisme hépatique
V08AC01 Acide iodoxamique
V08AC02 Iotroxique acide
V08AC03 Acide ioglycamique
V08AC04 Adipiodone (en)
V08AC05 Acide iobenzamique
V08AC06 Acide iopanoïque
V08AC07 Acide iocétamique
V08AC08 Sodium iopodate (en)
V08AC09 Acide tyropanoïque
V08AC10 Calcium iopodate

### V08AD Produits de contraste non hydrosolubles
V08AD01 Esters éthyliques d'acides gras iodés
V08AD02 Iopydol (en)
V08AD03 Propyliodone (en)
V08AD04 Iofendylate (en)

## V08B Produits de contraste non iodés

### V08BA Produits de contraste barytés
V08BA01 Sulfate de baryum avec agents de mise en suspension
V08BA02 Sulfate de baryum sans agents de mise en suspension

## V08C Produits de contraste pour imagerie par résonance

### V08CA Produits de contraste paramagnétiques
V08CA01 Acide gadopentétique
V08CA02 Acide gadotérique
V08CA03 Gadodiamide (en)
V08CA04 Gadotéridol (en)
V08CA05 Mangafodipir (en)
V08CA06 Gadoversétamide (en)
V08CA07 Citrate d'ammonium ferrique
V08CA08 Acide gadobénique
V08CA09 Gadobutrol (en)
V08CA10 Acide gadoxétique
V08CA11 Gadofosvéset (en)

### V08CB Produits de contraste superparamagnétiques
V08CB01 Ferumoxsil
V08CB02 Ferristène
V08CB03 Oxyde de fer, nanoparticules

### V08CX Autres produits de contraste pour imagerie par résonance
V08CX01 Perflubron

## V08D Produits pour échographie

### V08DA Produits pour échographie
V08DA01 Microsphères d'albumine humaine
V08DA02 Microparticules de galactose
V08DA03 Perflénapent
V08DA04 Microsphères de phospholipides
V08DA05 Soufre hexafluorure
V08DA06 Microsphères de perflubutane polymère